# 861 Aïda
A 861 Aïda (ideiglenes jelöléssel 1917 BE) a Naprendszer kisbolygóövében található aszteroida. Max Wolf fedezte fel 1917. január 22-én, Heidelbergben.